# Herb gminy Kleszczów
Herb gminy Kleszczów – jeden z symboli gminy Kleszczów, ustanowiony 14 listopada 1997.

## Wygląd i symbolika
Herb przedstawia na tarczy dzielonej w rosochę w polu górnym, złotym koło czerpakowe koparki czarne. W polu prawym, zielonym, dwa skrzyżowane kłosy złote. W polu lewym, zielonym, jodła złota.
Koło czerpakowe stanowi symbol przemysłu, zapewniającego gminie rozwój w dostatku (na terenie gminy znajduje się Kopalnia Węgla Brunatnego "Bełchatów" i Elektrownia "Bełchatów"). Kłosy symbolizują rolnictwo, jodła ochronę przyrody (rezerwat "Łuszczanowice" - występuje tutaj jodła na granicy swego północnego zasięgu).